# پاولین بریمر

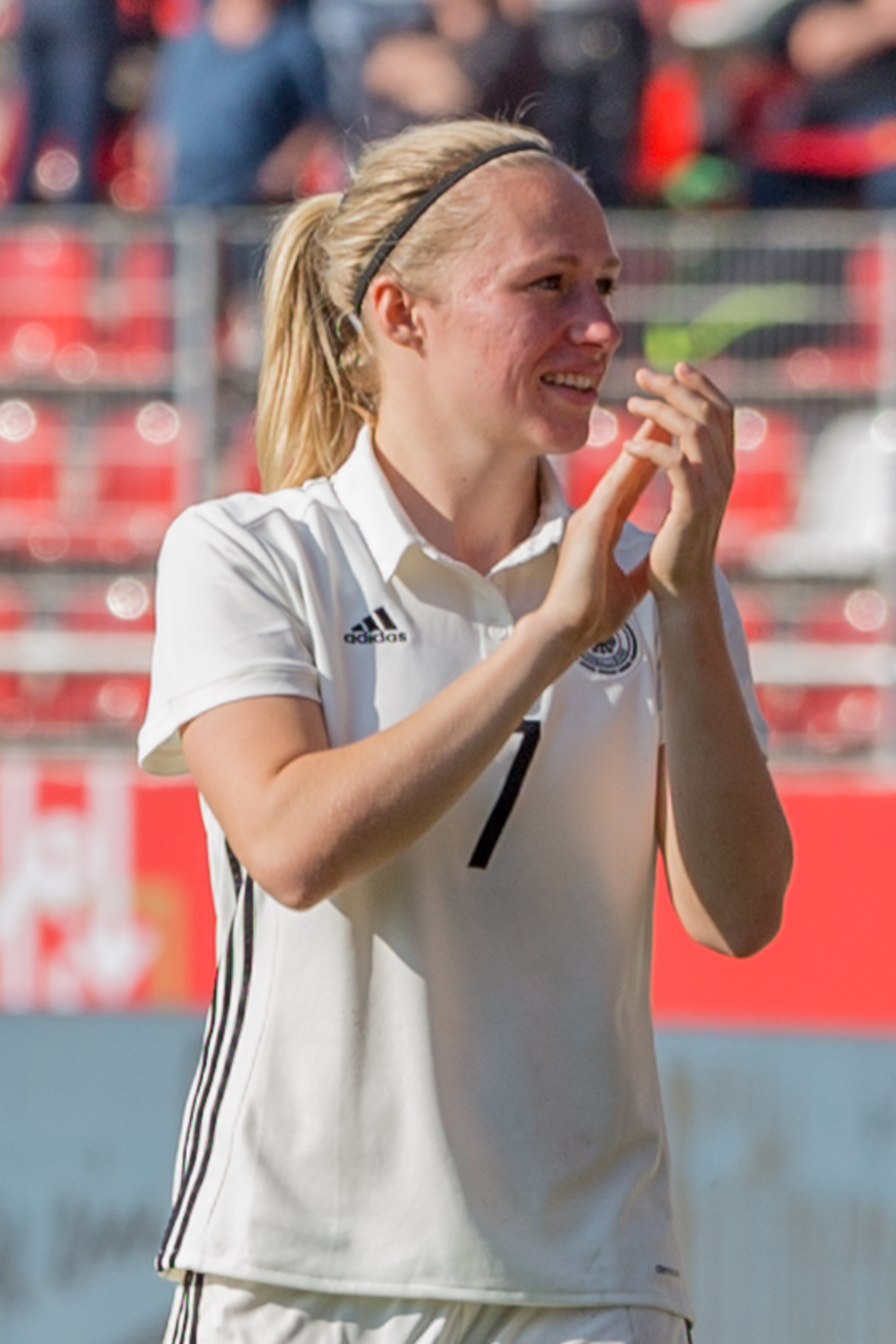
پاولین بریمر

پاولین بریمر (به آلمانیPauline Bremer:، زادهٔ ۱۰ آوریل ۱۹۹۶) بازیکن فوتبال آلمانی است. او در حال حاضر برای باشگاه فوتبال زنان المپیک لیون بازی می‌کند.

## پیشهٔ باشگاهی
پاولین بریمر کار خود را از باشگاه جوانان فوتبال اس وی جی گوتینگن ۰۷ و پیش از پیوستنش به تیم بزرگسالان اف. اف. سی توربین پوتسدام در سال ۲۰۱۲ آغاز کرد.
از ۱ ژوئن ۲۰۱۵ اعلام شد که او با قراردادی دوساله و برای فصل ۱۶–۲۰۱۵ به باشگاه فوتبال زنان المپیک لیون می‌پیوندد.

## پیشهٔ بین‌المللی
او یکی از اعضای تیم ملی فوتبال زیر ۱۷ سال زنان آلمان بود که همراه با این تیم قهرمان مسابقات زنان جام یوفا زیر ۱۷ سال شد. وی با زدن شش گل موفق به کسب عنوان برترین گلزن در مسابقات زنان جام یوفا زیر ۱۹ سال شد.
بریمر اولین حضور خود را در تیم ملی بزرگسالان در تولد ۱۸ سالگی خود و رقابتهای جام یوفا ۲۰۱۵ انتخابی جام جهانی و در مقابل اسلوونی تجربه کرد. وی به عنوان بازیکن تعویضی به جای زیلیا ششیچ در دقیقهٔ ۶۰ به میدان رفت.
او برای حضور در تیم ملی زیر ۲۰ سال در رقابتهای جام جهانی فوتبال زنان زیر ۲۰ سال -۲۰۱۴ به تیم ملی فراخوانده شد. تیم آلمان با پنج گل بریمر در این رقابتها به عنوان قهرمانی رسید.

## افتخارات

### باشگاهی
اف. اف. سی توربین پوتسدام
نایب قهرمان
- جام حذفی فوتبال آلمان(زنان): فصل ۱۳–۲۰۱۲

### بین‌المللی
آلمان
قهرمان
- جام جهانی فوتبال زنان زیر ۲۰ سال: سال ۲۰۱۴
- مسابقات زنان جام یوفا زیر ۱۷ سال: سال ۲۰۱۲

### انفرادی
- جام جهانی فوتبال زنان زیر ۲۰ سال: کفش نقره‌ای جام جهانی فوتبال زنان زیر ۲۰ سال
- مسابقات زنان جام یوفا زیر ۱۹ سال :برترین گلزن سال ۲۰۱۳
- مدال فریتس والتر (Fritz Walter Medal): نقره سال ۲۰۱۴